# Босси, Кармело
Карме́ло Бо́сси (итал. Carmelo Bossi; 15 октября 1939, Милан — 23 марта 2014, Милан) — итальянский боксёр средних весовых категорий. В конце 1950-х годов выступал за сборную Италии: серебряный призёр летних Олимпийских игр в Риме, вице-чемпион Европы, участник многих международных турниров и матчевых встреч. В период 1961—1971 успешно боксировал на профессиональном уровне, владел титулом чемпиона мира по версиям ВБС и ВБА.

## Биография
Первого серьёзного успеха на ринге добился в 1959 году, когда съездил на чемпионат Европы в Люцерн и привёз оттуда медаль серебряного достоинства (в финале программы первого среднего веса единогласным решением судей проиграл поляку Лешеку Дрогошу). Благодаря череде удачных выступлений удостоился права защищать честь страны на летних Олимпийских играх 1960 года в Риме — на стадии полуфиналов средней весовой категории со счётом 3:2 победил британца Уильяма Фишера, но в решающем матче 1:4 проиграл американцу Уилберту Макклюру.
Получив серебряную олимпийскую медаль, решил попробовать себя среди профессионалов и покинул сборную. Его профессиональный дебют состоялся в марте 1961 года, своего первого соперника он победил досрочно во втором раунде. В течение шести последующих лет провёл множество удачных поединков с сильными противниками, завоевал и несколько раз защитил титулы чемпиона Италии и чемпиона Европы в полусреднем весе по версии Европейского боксёрского союза (ЕБС). Летом 1970 года ему представился шанс побороться за титул чемпиона мира в первой средней весовой категории по версиям Всемирного боксёрского совета (ВБС) и Всемирной боксёрской ассоциации (ВБА). Действующий чемпион американец Фредди Литтл продержался на ногах все пятнадцать раундов, однако судьи отдали победу Босси.
Первую защиту выигранного титула провёл в апреле 1971 года в Испании против местного боксёра Хосе Эрнандеса Гарсии, произошла ничья, и чемпионский пояс остался у итальянца. Вторая защита прошла в октябре в Японии — претендент Коити Вадзима ничем не уступал чемпиону и добился победы раздельным решением. После этого поражения принял решение завершить карьеру спортсмена. Всего в профессиональном боксе он провёл 51 бой, из них 40 окончил победой (в том числе 10 досрочно), 8 раз проиграл, в трёх случаях была зафиксирована ничья.